# Sigma aditividad

Ejemplo gráfico de aditividad.

En matemáticas, aditividad (específicamente aditividad finita) y sigma aditividad (también llamada aditividad contable) de una función (a menudo una medida) definida en los subconjuntos de un conjunto dado, son abstracciones de cómo se suman propiedades intuitivas de medida (longitud, área, volumen) de un conjunto cuándo se consideran objetos múltiples. Aditividad es una condición más débil que σ-aditividad, y σ-aditividad implica aditividad.

## Funciones aditivas
Sea {\displaystyle {\mathcal {A}}} un álgebra de conjuntos y sea {\displaystyle \mu :{\mathcal {A}}\longrightarrow [-\infty ,+\infty ]} una función (ver recta real extendida). 
La función {\displaystyle \mu } se llama aditiva o aditiva finita si cuando {\displaystyle A} y {\displaystyle B} son conjuntos disjuntos en {\displaystyle {\mathcal {A}}}, se tiene: 
{\displaystyle \mu (A\cup B)=\mu (A)+\mu (B)}
Una consecuencia de esto es que una función aditiva no puede tomar los valores {\displaystyle -\infty } ni {\displaystyle +\infty }, pues la expresión {\displaystyle \infty -\infty } no está definida.
Se puede probar por inducción que para cualquier colección finita de conjuntos disjuntos {\displaystyle A_{1},A_{2},\dots ,A_{n}\in {\mathcal {A}}}, una función aditiva satisface:
{\displaystyle \mu \left(\bigcup _{i=1}^{n}{A_{i}}\right)=\sum _{i=1}^{n}\mu (A_{i})}.

## Funciones σ-aditivas
Sea {\displaystyle {\mathcal {A}}} una σ-álgebra de conjuntos y sea {\displaystyle \mu :{\mathcal {A}}\longrightarrow [-\infty ,+\infty ]} una función. 
La función {\displaystyle \mu } se llama σ-aditiva o aditiva numerable si cuando {\displaystyle \{A_{n}\}_{n\in \mathbb {N} }\subseteq {\mathcal {A}}} es una sucesión de conjuntos disjuntos dos a dos, se tiene: 
{\displaystyle \mu \left(\bigcup _{n=1}^{\infty }A_{n}\right)=\sum _{n=1}^{\infty }\mu (A_{n})}. 
Cualquier función σ-aditiva es aditiva pero no viceversa.

## Funciones 𝜏-aditivas
Sea {\displaystyle {\mathcal {A}}} una σ-álgebra de conjuntos, {\displaystyle {\mathcal {T}}} una topología y {\displaystyle \mu :{\mathcal {A}}\longrightarrow [-\infty ,+\infty ]} una función. 
La función {\displaystyle \mu } se llama 𝜏-aditiva si para cualquier familia ordenada de conjuntos abiertos medibles {\displaystyle {\mathcal {G}}\subseteq {\mathcal {A}}\cap {\mathcal {T}}}, se tiene: 
{\displaystyle \mu \left(\bigcup {\mathcal {G}}\right)=\sup _{G\in {\mathcal {G}}}\{\mu (G)\}},
En particular, si {\displaystyle \mu } es una medida regular interna (con respecto a conjuntos compactos), entonces {\displaystyle \mu } es 𝜏-aditiva.

## Propiedades
- O bien {\displaystyle \mu (\emptyset )=0}, o bien {\displaystyle \mu (A)=\pm \infty \quad \forall A\in {\mathcal {A}}}.

- Si {\displaystyle \mu } es no-negativa y {\displaystyle A\subseteq B}, entonces {\displaystyle \mu (A)\leq \mu (B)}.
- Si {\displaystyle A\subseteq B} y {\displaystyle \mu (B)-\mu (A)} está definida, entonces {\displaystyle \mu (B\setminus A)=\mu (B)-\mu (A)}.
- Dados  {\displaystyle A} y {\displaystyle B}, {\displaystyle \mu (B\cup A)=\mu (A)+\mu (B)-\mu (A\cap B)}.

## Ejemplos
Un ejemplo de una función σ-aditiva es la función {\displaystyle \mu :{\mathcal {P}}(\mathbb {R} )\longrightarrow [-\infty ,+\infty ]} definida sobre el conjunto potencia de los números reales, definida como: 
{\displaystyle \mu (A)={\begin{cases}1&{\mbox{ if }}0\in A\\0&{\mbox{ if }}0\notin A.\end{cases}}}
Si {\displaystyle A_{1},A_{2},\dots ,A_{n},\dots } es una secuencia de conjuntos disjuntos de números reales, entonces ninguno de los conjuntos contiene al 0, o precisamente uno de ellos lo contiene. En cualquier caso, la igualdad 
{\displaystyle \mu \left(\bigcup _{n=1}^{\infty }A_{n}\right)=\sum _{n=1}^{\infty }\mu (A_{n})}
se mantiene. 

### Una función aditiva que no esσ-aditiva
Un ejemplo de una función aditiva que no es σ-aditiva se obtiene considerando μ, definido sobre los conjuntos de Lebesgue de los números reales por la fórmula 
{\displaystyle \mu (A)=\lim _{k\to \infty }{\frac {1}{k}}\cdot \lambda \left(A\cap \left(0,k\right)\right),}
donde λ denota la medida de Lebesgue y lim el límite de Banach . 
Se puede verificar que esta función es aditiva usando la linealidad del límite. Que esta función no es σ-aditiva se demuestra considerando la secuencia de conjuntos disjuntos 
{\displaystyle A_{n}=\left[n,n+1\right)}
para n = 0, 1, 2,. . . La unión de estos conjuntos son todos los reales positivos, y μ aplicado a la unión es entonces uno, mientras que μ aplicado a cualquiera de los conjuntos individuales es cero, por lo que la suma de μ ( An ) también es cero, lo que demuestra el contraejemplo. 

## Generalizaciones
Se pueden definir funciones aditivas con valores en cualquier monoide aditivo (por ejemplo, cualquier grupo o más comúnmente un espacio vectorial ). Para la sigma-aditividad, uno necesita además que el concepto de límite de una secuencia se defina en ese conjunto. Por ejemplo, las medidas espectrales son funciones sigma-aditivas con valores en un álgebra de Banach . Otro ejemplo, también de la mecánica cuántica, es la medida positiva valorada por el operador . 